# Mistrzostwa Świata w Judo 2017
35. Mistrzostwa Świata w Judo odbyły się w dniach 28 sierpnia-2 września 2017 r. w Budapeszcie, na terenie Papp László Sportaréna. Trzecie mistrzostwa w kategorii "Open" odbyły się 11 i 12 listopada w Marrakeszu.

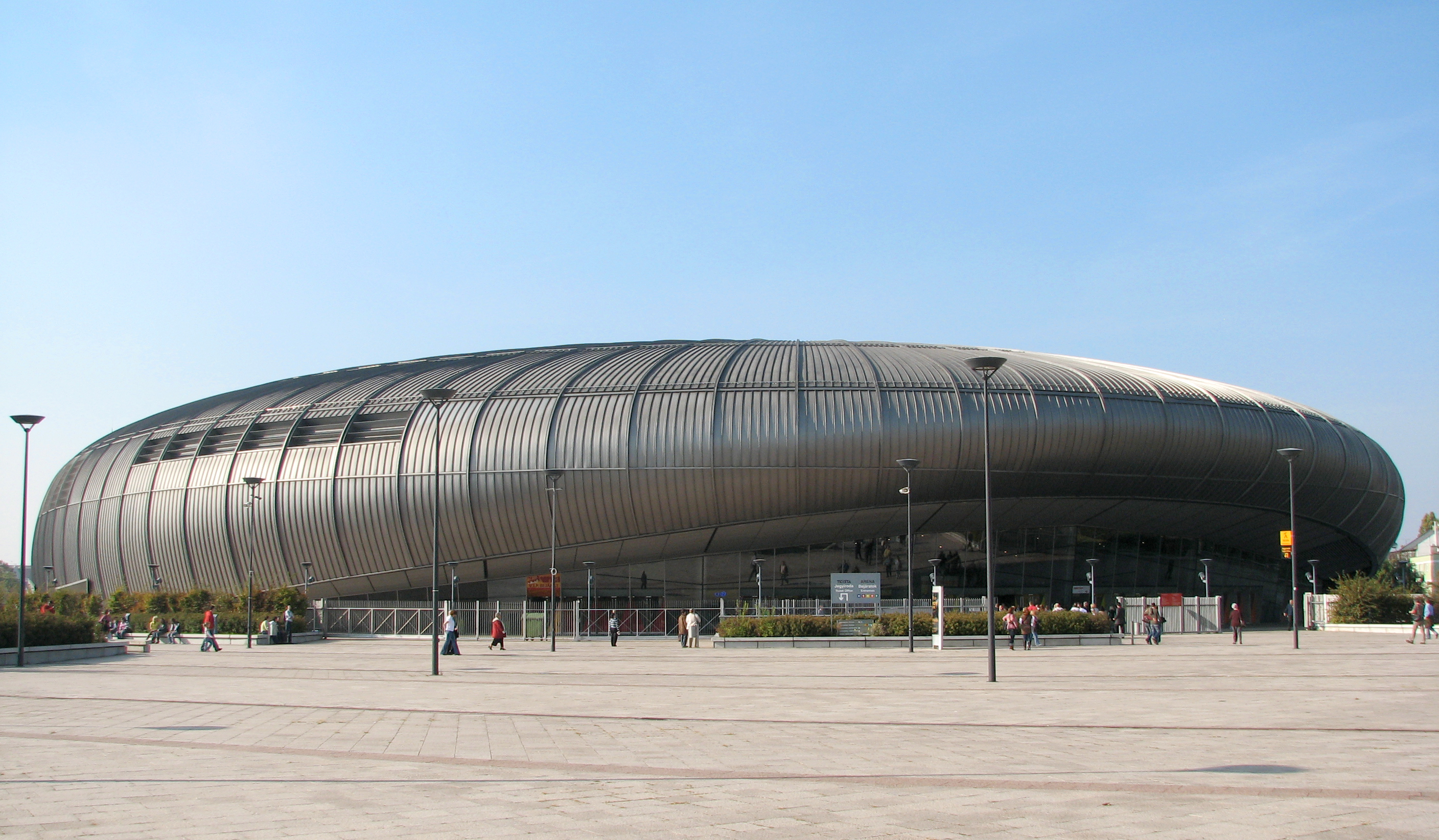
Hala w Budapeszcie

## Klasyfikacja medalowa
| Miejsce | Państwo              |    |    |    | Razem |
| ------- | -------------------- | -- | -- | -- | ----- |
| 1       | Japonia              | 9  | 4  | 2  | 15    |
| 2       | Francja              | 3  | 0  | 2  | 5     |
| 3       | Brazylia             | 1  | 2  | 2  | 5     |
| 4       | Mongolia             | 1  | 1  | 4  | 6     |
| 5       | Niemcy               | 1  | 0  | 0  | 1     |
| .       | Chiny                | 1  | 0  | 0  | 1     |
| .       | Serbia               | 1  | 0  | 0  | 1     |
| 8       | Azerbejdżan          | 0  | 2  | 2  | 4     |
| .       | Słowenia             | 0  | 2  | 0  | 2     |
| 10      | Rosja                | 0  | 1  | 3  | 4     |
| 11      | Gruzja               | 0  | 1  | 2  | 3     |
| 12      | Włochy               | 0  | 1  | 0  | 1     |
| .       | Portoryko            | 0  | 1  | 0  | 1     |
| .       | Belgia               | 0  | 1  | 0  | 1     |
| .       | Bośnia i Hercegowina | 0  | 1  | 0  | 1     |
| 16      | Korea Południowa     | 0  | 0  | 4  | 4     |
| 17      | Kuba                 | 0  | 0  | 3  | 3     |
| 18      | Wielka Brytania      | 0  | 0  | 2  | 2     |
| 19      | Tunezja              | 0  | 0  | 1  | 1     |
| .       | Kolumbia             | 0  | 0  | 1  | 1     |
| .       | Hiszpania            | 0  | 0  | 1  | 1     |
| .       | Iran                 | 0  | 0  | 1  | 1     |
| .       | Izrael               | 0  | 0  | 1  | 1     |
| .       | Kazachstan           | 0  | 0  | 1  | 1     |
| .       | Polska               | 0  | 0  | 1  | 1     |
| .       | Uzbekistan           | 0  | 0  | 1  | 1     |
| Razem   | Razem                | 17 | 17 | 34 | 68    |

## Medaliści

### Mężczyźni
| Konkurencja:            | Złoto: | Srebro: | Brąz: |
| −60kg                   | Naohisa Takatō | Orxan Səfərov | Ganbatyn Boldbaatar Diyorbek Urozboyev |
| −66kg                   | Hifumi Abe | Michaił Pulajew | Waża Margwelaszwili Tal Flicker |
| −73kg                   | Soichi Hashimoto | Rüstəm Orucov | An Chang-rim Ganbaataryn Odbajar |
| −81kg                   | Alexander Wieczerzak | Matteo Marconcini | Sa’id Mollaji Chasan Chałmurzajew |
| −90kg                   | Nemanja Majdov | Mihael Žgank | Gwak Dong-han Ushangi Margiani |
| −100kg                  | Aaron Wolf | Warlam Liparteliani | Elmar Qasımov Kiriłł Dienisow |
| +100 kg                 | Teddy Riner | David Moura | Najdangijn Tüwszinbajar Rafael Silva |
| Open                    | Teddy Riner | Toma Nikiforov | Alex García Mendoza Takeshi Ōjitani |
| turniej drużynowy mikst | Japonia · Chizuru Arai · Sarah Asahina · Hisayoshi Harasawa · Soichi Hashimoto · Kenta Nagasawa · Takanori Nagase · Riki Nakaya · Takeshi Ōjitani · Saki Niizoe · Akira Sone · Nae Udaka · Tsukasa Yoshida | Brazylia · Maria Suelen Altheman · Eduardo Barbosa · Eduardo Bettoni · Marcelo Contini · Érika Miranda · David Moura · Victor Penalber · Maria Portela · Ketleyn Quadros · Rafael Silva · Rafaela Silva · Beatriz Souza | Francja · Clarisse Agbegnenou · Emilie Andéol · Benjamin Axus · Axel Clerget · Romane Dicko · Pierre Duprat · Priscilla Gneto · Marie-Ève Gahié · Cyrille Maret · Loïc Pietri · Hélène Receveaux · Teddy Riner · Korea Południowa · An Ba-ul · An Chang-rim · Gwak Dong-han · Jeong Hye-jin · Ji Yun-seo · Kim Min-jeong · Kim Sung-min · Kim Seong-yeon · Kwon You-jeong · Lee Jae-yong · Park Yu-jin · Won Jong-hoon |

### Kobiety
| Konkurencja: | Złoto:                | Srebro:              | Brąz:                                     |
| −48kg        | Funa Tonaki           | Mönchbatyn Uranceceg | Galbadrachyn Otgonceceg Ami Kondo         |
| −52kg        | Ai Shishime           | Natsumi Tsunoda      | Natalja Kuziutina Érika Miranda           |
| −57kg        | Dordżsürengijn Sumjaa | Tsukasa Yoshida      | Hélène Receveaux Nekoda Smythe-Davis      |
| −63kg        | Clarisse Agbegnenou   | Tina Trstenjak       | Agata Ozdoba-Błach Baldorjyn Möngönchimeg |
| −70kg        | Chizuru Arai          | María Pérez          | Yuri Alvear María Bernabéu                |
| −78kg        | Mayra Aguiar          | Mami Umeki           | Kaliema Antomarchi Natalie Powell         |
| +78 kg       | Yu Song               | Sarah Asahina        | Kim Min-jeong Iryna Kindzerśka            |
| Open         | Sarah Asahina         | Larisa Cerić         | Idalys Ortíz Nihel Cheikh Rouhou          |